# Чемпионат Литвы по баскетболу 2014/2015
Литовская баскетбольная лига 2014/2015 (фр. Lietuvos krepšinio lyga 2014-2015) — 22-й розыгрыш высшей профессиональной баскетбольной лиги Литвы.
Худшая команда регулярного чемпионата выбывает в Национальную баскетбольную лигу.